# Crassula simulans
Crassula simulans är en fetbladsväxtart som beskrevs av Schönl.. Crassula simulans ingår i släktet krassulor, och familjen fetbladsväxter. Inga underarter finns listade i Catalogue of Life.